# Sam Hauser

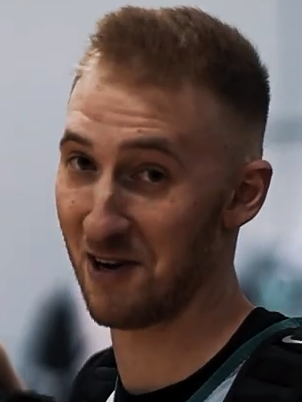
Sam Hauser, 2022.

Samuel David "Sam" Hauser, född 8 december 1997 i Green Bay i Wisconsin, är en amerikansk professionell basketspelare (SF/PF) som spelar för Boston Celtics i National Basketball Association (NBA).
Han blev aldrig NBA-draftad.
Innan han blev proffs studerade Hauser först på Marquette University och spelade för deras idrottsförening Marquette Golden Eagles. År 2020 blev han överförd till University of Virginia och spelade för Virginia Cavaliers.